# Oskar von Hutier
Oskar von Hutier (Erfurt, 27 agosto 1857 – Berlino, 5 dicembre 1934) è stato un generale tedesco.

## Biografia
Hutier nacque a Erfurt, nella provincia prussiana della Sassonia. Egli entrò giovanissimo a far parte dell'esercito prussiano ed ebbe il proprio battesimo bellico con la prima guerra mondiale. Durante il conflitto egli venne nominato comandante in Francia, operando bene ma non distinguendosi particolarmente sino al 1915 quando venne trasferito sul fronte orientale. Qui divenne comandante e venne affiliato alla X armata aiutando a conquistare gran parte della Polonia russa e della Lituania nei due anni successivi.
Durante questi anni egli sviluppò una strategia che divenne nota col nome di "Tattica Hutier", oggi definita meglio col nome di "tattica d'infiltrazione".

### Tattica Hutier
Hutier aveva notato che in molte delle battaglie precedenti l'utilizzo del tradizionale metodo di lanciare un attacco con un lungo sbarramento di artiglieria aveva prodotto solo insuccessi o vittorie con gravi perdite. Egli suggerì pertanto una tecnica alternativa che consisteva in alcuni passi basilari da applicare sul campo:
1: Un breve bombardamento d'artiglieria nel quale sarebbero stati utilizzati proiettili misti a numerosi proiettili con gas che si sarebbero dovuti concentrare sul neutralizzare le linee nemiche del fronte.
2: Dopo il primo passo le truppe d'assalto (Sturmbatallione) sarebbero dovute muoversi e infiltrarsi nelle linee nemiche difensive nei punti più deboli. Queste truppe avrebbero però dovuto evitare il più possibile ogni combattimento e tentare invece di distruggere o catturare l'artiglieria nemica.
3: Dopo questo sarebbero intervenuti mortai e mitraglie contro il grosso dell'esercito rimanente.
4: L'ultimo stadio dell'assalto prevedeva l'intervento della fanteria regolare per eliminare le ultime resistenze.
Il 3 settembre 1917, posto al comando dell'VIII Armata, catturò la città di Riga con questa tecnica e nuovamente compì altri assalti ad alcune isole russe del Baltico.
Anche se Hutier non era presente personalmente, altri generali tedeschi sfruttarono i suoi metodi nell'ottobre del 1917 e portarono avanti una spettacolare vittoria contro gli italiani a Caporetto. Hutier ottenne quindi la medaglia Pour le Mérite dal Kaiser Guglielmo II di Germania e venne trasferito al fronte occidentale nel 1918.
Nel marzo dell'anno successivo, Hutier utilizzò nuovamente la sua tattica nell'offensiva contro Francia e Regno Unito a qualche chilometro dalla Somma presso Amiens. I tedeschi fecero in questa occasione 80.000 prigionieri, catturarono 975 pezzi d'artiglieria e Hutier ottenne i rami d'alloro per la propria decorazione Pour le Mérite.

### Gli ultimi giorni della prima guerra mondiale e il ritiro
Le tattiche di Hutier vennero sfruttate nuovamente contro la Francia nel 1918 ma gli alleati riuscirono a sviluppare dei contrometodi a questa strategia. Nel luglio di quell'anno, quando i tedeschi avanzarono in quella che divenne nota come Seconda battaglia della Marna, americani e francesi crearono un profondo sistema difensivo che rese fellibile la tecnica di Hutier portando al contrattacco degli alleati, fatto che col tempo deteriorò le già pesanti condizioni dell'esercito tedesco.
Malgrado questo, Hutier si guadagnò la fama di eroe anche dopo la fine del conflitto. Come gran parte dei comandanti militari tedeschi e suo cugino, il generale Erich Ludendorff, Hutier ebbe il privilegio di non essere mai sconfitto direttamente sul campo.
Hutier si ritirò dall'esercito nel 1919 dopo la firma della pace di Versailles e rimase inattivo sino alla morte, avvenuta a Berlino nel 1934.